# Difenhidramina
El hidroclorur de difenhidramina (Benadryl o Dimedrol internacionalment, Soñodor a Espanya) és un antihistamínic, sedant i hipnòtic, 1 medicament anticolinèrgic amb efectes antimuscarínics, descobert com a alternativa sintètica de l'escopolamina.
La difenhidramina va ser un dels primers antihistamínics coneguts, fou descoberta el 1943 per George Rieveschl. Poc després, el 1946 es va començar a aprovar el seu ús comercial. El medicament existeix amb el nom comercial de Benadryl a molts països, producte registrat per Pfizer i com Dimedrol, així com en forma genèrica.

## Farmacologia
La difenhidramina bloqueja l'efecte de la histamina a nivell del receptor transmembranal histamínic H1. L'efecte resultant és una reducció de la contracció del múscul llis, fent que la difenhidramina sigui una opció freqüent en el tractament de la rinitis al·lèrgica, urticària, cinetosi, així com la picada d'insectes.
En els anys 1960, es va descobrir que la difenhidramina inhibeix la recaptació de la serotonina, un neurotransmissor. Aquest descobriment va iniciar una recerca d'una forma viable d'antidepressius amb una estructura i efectes similars, i això que va comportar l'invent de la fluoxetina Prozac), un inhibidor selectiu de recaptació de Serotonina (ISRS).

## Ús clínic
La difenhidramina és un antihistamínic de primera generació, antagonista dels receptors tipus H 1. Tot i que és un dels antihistamínics més antics del mercat, és encara el més efectiu disponible en acció antihistamínica, demostrant una major efectivitat que les presentacions més recents. Per això, és freqüentment usat quan una reacció al·lèrgica requereix tractament ràpid i efectiu d'un alliberament massiva de histamina. Tot i això, la difenhidramina no sempre és el fàrmac de preferència en el tractament d'al·lèrgies.
Se sap que la difenhidramina té propietats sedatives. Moltes de les noves antihistamines que s'han produït en el mercat venen sense els efectes sedatius secundaris. El medicament és també usat com a ingredient en pastilles per ajudar a dormir, encara que no millora la qualitat del son en nens. Alguns medicaments, combinen la difenhidramina amb acetaminofen (paracetamol), com és el cas de Tylenol PM i Tylenol Simply Sleep. Altres medicaments com el Nytol i Sominez tenen a la difenhidramina com el seu únic ingredient actiu.
Pel seu efecte sedant és també antitussígen, pel que està indicat per a la tos no productiva, irritativa o nerviosa, causada per irritació química o mecànica del tracte respiratori Actua de manera central en els centres de control de la medul·la espinal augmentant el llindar de la tos.
La dosi màxima recomanada per a la difenhidramina sense recepta mèdica varia entre 50 mg (en els Estats Units i 100 mg (al Regne Unit, Austràlia, Nova Zelanda i altres països). En alguns locals cal que el comprador present el seu nom i altres identificadors. Hi presentacions tòpiques de la difenhidramina, com les cremes, locions, gel i aerosols i s'usen per a l'alleujament de la urticària. És possible recaure en una sobredosi amb aquest medicament, el qual ha de ser tractat per un personal de salut capacitat.

## Reaccions adverses
Com passa amb molts altres antihistamínics, la difenhidramina és un potent agent anticolinèrgic. Per això causa somnolència com un dels seus efectes col·laterals. Altres possibles efectes secundaris inclouen dificultat motora (atàxia), sequedat a la boca i gola, enrogiment de la pell, una alta freqüència cardíaca (taquicàrdia), visió borrosa a causa de la manca d'acomodació (cicloplegia), sensibilitat anormal a la llum (fotofòbia), dilatació de la pupil·la (midriasi) i altres trastorns de la visió, retenció urinària, restrenyiment, dificultat concentrant-se, pèrdua de la memòria a curt termini, al·lucinacions, confusió, disfunció erèctil i deliri. Alguns d'aquests efectes adversos no es perceben fins que hagi esmenat la somnolència i la persona es trobi en un estat de major alerta. La difenhidramina té també propietats com anestèsic local, especialment en casos d'al·lèrgia a altres anestèsics locals.
Les arrítmies més comunes associades a la difenhidramina, especialment a una sobredosi, són la bradicàrdia sinusal, un interval ST allargat i la contracció ventricular prematura. Algunes persones han reportat reaccions al·lèrgiques a la difenhidramina en la forma d'urticàries.
A més del seu ús clínic, la difenhidramina és també emprada de manera recreacional com un potenciador dels opioides i del licor, així com per deliris. Els efectes al·lucinògens de la difenhidramina es deuen al fet que la droga és un antagonista dels receptors muscarínics de l'acetilcolina en el sistema nerviós central i autonòmic, inhibint la transducció de senyals cel·lulars.
La barreja de medicaments amb antihistamínics sedants sense l'aprovació d'un professional de la salut entrenat pot resultar mortal, especialment a dosis majors de les recomanades, com és el cas d'aquells que abusen de substàncies mèdiques.